# 史達比克足球會
史達比克足球會是一家位於貝魯姆的挪威足球球會，於1912年3月16日成立。自1995年起史達比克一直於超聯角逐，但於2004年賽季以尾二成績完成而降而甲組。不過，他們於2005年賽季，第一次嘗試升班就成功返回超級聯賽角逐。
在1998年史達比克贏得挪威盃，他們在決賽以3-1擊敗洛辛堡。2008年，史達比克歷史性首次獲得挪超冠軍。
現在，史達比克最著名的球員是瑞典射手丹尼蘭斯干（Daniel Nannskog）。

## 著名球員
以下是球會一些著名的球員:
- Christian Wilhelmsson
- Tobias Linderoth
- Frode Olsen
- Tommy Svindal Larsen
- Kjell Roar Kaasa
- Martin Andresen
- Petter Belsvik
- André Flem
- Christer Basma

## 榮譽
- 挪威足球超級聯賽:
  - 冠軍(1): 2008
  - 亞軍(1): 2007
  - 季軍(2): 1998、2003

- 挪威盃:
  - 冠軍(1): 1998
  - 亞軍(1): 2008

- 挪威超級盃:
  - 冠軍(1): 2009

## 台灣球員
- 沈子貴（Will Donkin；2019年9月26日－ ）

## 外部連結
- 官方網站（页面存档备份，存于）
- 球迷網站(史達比克支持者)（页面存档备份，存于）
- 球迷網站(史達比克地獄)